# Voreifelbahn
| |                                                                                                 |                                                  |                                                  |
| Streckennummer (DB): | 2645                                                                                            |                                                  |                                                  |
| Kursbuchstrecke (DB): | 475                                                                                             |                                                  |                                                  |
| Kursbuchstrecke: | 247f (1946)                                                                                     |                                                  |                                                  |
| Streckenlänge: | 34,2 km                                                                                         |                                                  |                                                  |
| Spurweite: | 1435 mm (Normalspur)                                                                            |                                                  |                                                  |
| Streckenklasse: | D4                                                                                              |                                                  |                                                  |
| Stromsystem: | Geplant 2026: 15 kV, 16,7 Hz ~                                                                  |                                                  |                                                  |
| Streckengeschwindigkeit: | 110 km/h                                                                                        |                                                  |                                                  |
| Zugbeeinflussung: | PZB                                                                                             |                                                  |                                                  |
| Zweigleisigkeit: | Bonn Hbf–Alfter-Witterschlick Meckenheim-Kottenforst–Rheinbach Euskirchen-Kuchenheim–Euskirchen |                                                  |                                                  |
| |                                                                                                 |                                                  |                                                  |
| \| \| \| Linke Rheinstrecke von Mainz \| \| \| \| 0,0 \| Bonn Hbf \| Bonn Hbf \| \| \| 1,5 \| ehem. Wesselbahn von Poppelsdorf \| ehem. Wesselbahn von Poppelsdorf \| \| \| 1,6 \| Bonn Gbf \| Bonn Gbf \| \| \| \| A 565 \| \| \| \| 1,9 \| Linke Rheinstrecke nach Köln \| Linke Rheinstrecke nach Köln \| \| \| 2,8 \| Bonn-Endenich Nord \| Bonn-Endenich Nord \| \| \| 4,4 \| Bonn Helmholtzstraße \| Bonn Helmholtzstraße \| \| \| 5,4 \| Bonn-Duisdorf (ehem. Bf) \| 82 m \| \| \| 6,0 \| Bonn-Duisdorf Üst \| Bonn-Duisdorf Üst \| \| \| 7,1 \| Alfter-Impekoven \| Alfter-Impekoven \| \| \| 7,9 \| Witterschlick/Impekoven \| Witterschlick/Impekoven \| \| \| 9,8 \| Alfter-Witterschlick (bis 2014: Witterschlick) \| 129 m \| \| \| 12,9 \| Meckenheim Kottenforst Üst \| Meckenheim Kottenforst Üst \| \| \| 12,9 \| Meckenheim Kottenforst (ehem. Bf) \| 162 m \| \| \| 15,0 \| Meckenheim Industriepark \| Meckenheim Industriepark \| \| \| 16,1 \| Industriepark Kottenforst (Awanst) (bis 2016) \| Industriepark Kottenforst (Awanst) (bis 2016) \| \| \| 17,7 \| Meckenheim (Bz Köln) \| 166 m \| \| \| \| A 61 \| \| \| \| \| unvollendeter Strategischer Bahndamm von Rech \| \| \| \| 21,0 \| Rheinbach Römerkanal \| Rheinbach Römerkanal \| \| \| \| \| \| \| \| 22,0 \| Rheinbach \| 174 m \| \| \| \| geplante Ourtalbahn nach Schmidtheim–Sankt Vith \| \| \| \| \| unvollendeter Strategischer Bahndamm nach Liblar \| \| \| \| 25,5 \| Rheinbach-Oberdrees (Awanst, Bundeswehr) \| Rheinbach-Oberdrees (Awanst, Bundeswehr) \| \| \| 27,5 \| Swisttal-Odendorf \| 169 m \| \| \| 31,1 \| Euskirchen-Kuchenheim \| 166 m \| \| \| 32,4 \| Erfttalbahn von Bad Münstereifel \| Erfttalbahn von Bad Münstereifel \| \| \| 32,8 \| Eifelbahn von Köln \| Eifelbahn von Köln \| \| \| 34,2 \| Euskirchen \| Euskirchen \| \| \| \| Bördebahn nach Düren \| \| \| \| \| Eifelbahn nach Trier \| \| \| \| \| \| \| \| Quellen: [1][2] \| \| \| \| |                                                                                                 |                                                  |                                                  |
| |                                                                                                 | Linke Rheinstrecke von Mainz                     |                                                  |
| Bahnhof mit S-Bahn-Halt | 0,0                                                                                             | Bonn Hbf                                         | Bonn Hbf                                         |
| Abzweig geradeaus und ehemals von links | 1,5                                                                                             | ehem. Wesselbahn von Poppelsdorf                 | ehem. Wesselbahn von Poppelsdorf                 |
| Dienststation / Betriebs- oder Güterbahnhof | 1,6                                                                                             | Bonn Gbf                                         | Bonn Gbf                                         |
| Strecke mit Straßenbrücke |                                                                                                 | A 565                                            | A 565                                            |
| Abzweig geradeaus und nach rechts | 1,9                                                                                             | Linke Rheinstrecke nach Köln                     | Linke Rheinstrecke nach Köln                     |
| S-Bahn-Halt | 2,8                                                                                             | Bonn-Endenich Nord                               | Bonn-Endenich Nord                               |
| S-Bahn-Halt | 4,4                                                                                             | Bonn Helmholtzstraße                             | Bonn Helmholtzstraße                             |
| S-Bahn-Halt | 5,4                                                                                             | Bonn-Duisdorf (ehem. Bf)                         | 82 m                                             |
| ehemalige Überleitstelle / Spurwechsel | 6,0                                                                                             | Bonn-Duisdorf Üst                                | Bonn-Duisdorf Üst                                |
| S-Bahn-Halt | 7,1                                                                                             | Alfter-Impekoven                                 | Alfter-Impekoven                                 |
| ehemaliger Haltepunkt / Haltestelle | 7,9                                                                                             | Witterschlick/Impekoven                          | Witterschlick/Impekoven                          |
| S-Bahnhof | 9,8                                                                                             | Alfter-Witterschlick (bis 2014: Witterschlick)   | 129 m                                            |
| Überleitstelle / Spurwechsel | 12,9                                                                                            | Meckenheim Kottenforst Üst                       | Meckenheim Kottenforst Üst                       |
| S-Bahn-Halt | 12,9                                                                                            | Meckenheim Kottenforst (ehem. Bf)                | 162 m                                            |
| S-Bahn-Halt | 15,0                                                                                            | Meckenheim Industriepark                         | Meckenheim Industriepark                         |
| Dienststation / Betriebs- oder Güterbahnhof | 16,1                                                                                            | Industriepark Kottenforst (Awanst) (bis 2016)    | Industriepark Kottenforst (Awanst) (bis 2016)    |
| S-Bahnhof | 17,7                                                                                            | Meckenheim (Bz Köln)                             | 166 m                                            |
| Strecke mit Straßenbrücke |                                                                                                 | A 61                                             | A 61                                             |
| Strecke von halblinks und von halblinks |                                                                                                 | unvollendeter Strategischer Bahndamm von Rech    | unvollendeter Strategischer Bahndamm von Rech    |
| Strecke · S-Bahn-Halt | 21,0                                                                                            | Rheinbach Römerkanal                             | Rheinbach Römerkanal                             |
| |                                                                                                 |                                                  |                                                  |
| S-Bahnhof | 22,0                                                                                            | Rheinbach                                        | 174 m                                            |
| Abzweig geradeaus und ehemals nach links |                                                                                                 | geplante Ourtalbahn nach Schmidtheim–Sankt Vith  | geplante Ourtalbahn nach Schmidtheim–Sankt Vith  |
| Abzweig geradeaus und ehemals nach rechts |                                                                                                 | unvollendeter Strategischer Bahndamm nach Liblar | unvollendeter Strategischer Bahndamm nach Liblar |
| Dienststation / Betriebs- oder Güterbahnhof | 25,5                                                                                            | Rheinbach-Oberdrees (Awanst, Bundeswehr)         | Rheinbach-Oberdrees (Awanst, Bundeswehr)         |
| S-Bahnhof | 27,5                                                                                            | Swisttal-Odendorf                                | 169 m                                            |
| S-Bahnhof | 31,1                                                                                            | Euskirchen-Kuchenheim                            | 166 m                                            |
| Abzweig geradeaus und von links | 32,4                                                                                            | Erfttalbahn von Bad Münstereifel                 | Erfttalbahn von Bad Münstereifel                 |
| Abzweig geradeaus und von rechts | 32,8                                                                                            | Eifelbahn von Köln                               | Eifelbahn von Köln                               |
| Bahnhof mit S-Bahn-Halt | 34,2                                                                                            | Euskirchen                                       | Euskirchen                                       |
| Abzweig geradeaus und nach rechts |                                                                                                 | Bördebahn nach Düren                             | Bördebahn nach Düren                             |
| |                                                                                                 | Eifelbahn nach Trier                             |                                                  |
| |                                                                                                 |                                                  |                                                  |
| Quellen: |                                                                                                 |                                                  |                                                  |

Die Voreifelbahn ist eine größtenteils zweigleisige, noch nicht elektrifizierte Hauptbahn von Bonn nach Euskirchen, die über das Vorgebirge und die Ville in die Voreifel führt. Im Schienenpersonennahverkehr wird sie als Kursbuchstrecke 475 derzeit von der S 23 bedient und ist damit Teil des S-Bahn-Netzes im Verkehrsverbund Rhein-Sieg.
Nach dem Hochwasser im Juli 2021 war der Verkehr auf der Strecke eingestellt. Am 30. August 2021 wurde die Teilstrecke von Bonn bis Rheinbach wieder in Betrieb genommen, die Teilstrecke von Rheinbach bis Euskirchen folgte am 1. Mai 2022.

## Geschichte

### Eröffnung der Strecke

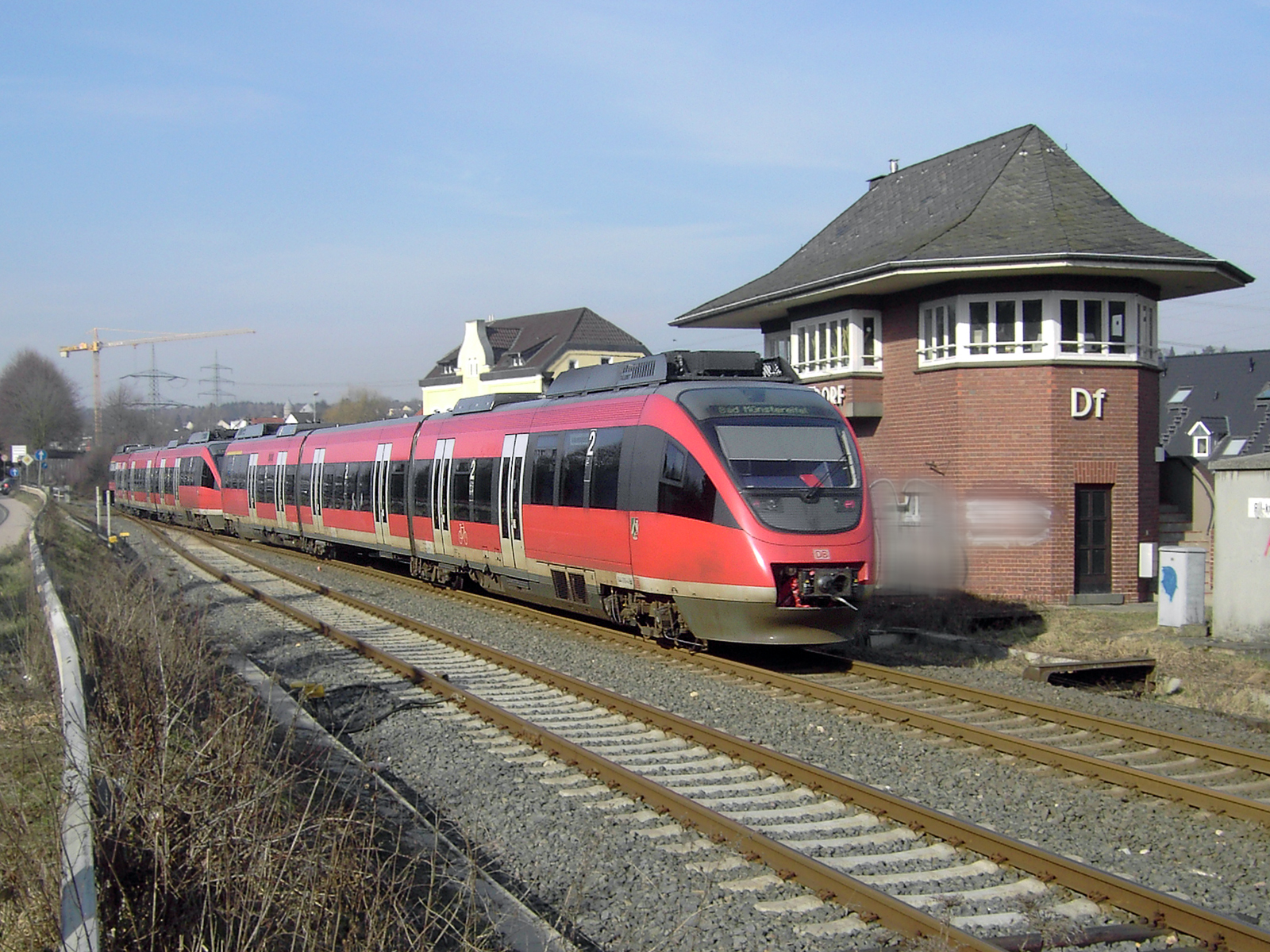
Das Stellwerk in Bonn-Duisdorf steht seit 2010 unter Denkmalschutz.

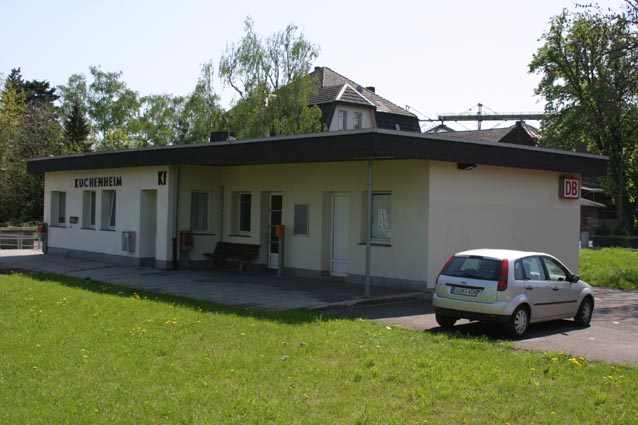
Empfangsgebäude Kuchenheim, Mai 2005

Die Bahnstrecke wurde am 7. Juni 1880 eröffnet. Zu diesem Zeitpunkt wurden Bahnhofsgebäude an den Stationen Bonn-Duisdorf, Kottenforst, Meckenheim (Bz Köln), Rheinbach, Odendorf und Kuchenheim (bis 1936 Cuchenheim) errichtet. Bis auf den Bahnhof Kottenforst wurden die anderen Hochbauten nach Entwürfen von Johannes Richter (1842–1889) aus Feldbrandsteinen errichtet. Die Bahnhofsgebäude von Duisdorf, Odendorf und Kuchenheim entstanden nach dem gleichen Plan. Die Gebäude von Meckenheim und Rheinbach entstanden nach einem etwas veränderten Plan, wobei Meckenheim und Rheinbach sich spiegelbildlich zueinander verhielten.
Zu Beginn wurde die Strecke als Nebenbahn errichtet und erst in den folgenden Jahren zu einer Hauptbahn aufgewertet. Ihren Maximalausbau erreichte sie mit ihren Bahnhöfen in den 1930er- /1940er-Jahren zur Vorbereitung Rheinbachs als strategischer Knoten an der „Ruhr-Mosel-Entlastungslinie“. Danach fand abschnittsweise ein langsamer Rückbau statt.
Im Zweiten Weltkrieg wurde die Strecke zu einem strategischen Ziel für die alliierten Luftverbände; nach dem Abwurf einer Sprengbombe in Höhe von Rheinbach am 19. August 1941 musste sie zeitweise gesperrt werden.
In den Nachkriegsjahren teilte die Strecke, die im Volksmund „Kappes-Express“ genannt wurde, das Schicksal vieler anderer Eisenbahnstrecken: Das zweite Gleis wurde auf immer mehr Abschnitten entfernt, der Fahrplan wurde „nachfragegerecht“ immer weiter ausgedünnt, die Fahrgastzahlen sanken. Ende der 1970er-Jahre wurde die Voreifelbahn noch von täglich 3000 Fahrgästen genutzt. Der Strecke drohten weitere Angebotskürzungen und mittelfristig die Stilllegung. Im Jahre 1979 wurde das Angebot versuchsweise deutlich verdichtet, tagsüber wurde ein Halbstundentakt, an den Wochenenden ein Stundentakt geboten. In der Folge stiegen die Fahrgastzahlen deutlich.

### Entwicklung seit der Bahnreform
Die Stadt Bonn nutzte 1994 die durch die Bahnreform entstandene Möglichkeit, Verkehrsleistungen zu bestellen, und bestellte auf eigene Kosten eine Taktverdichtung. Ab 1994 wurde zwischen Bonn und Witterschlick zu den Hauptverkehrszeiten ein Viertelstundentakt angeboten. In der Folge stiegen die Fahrgastzahlen sprunghaft. 1995 wurde das Angebot bis Rheinbach ausgedehnt und ein Jahr später wurde der neue Haltepunkt Meckenheim Industriepark eröffnet. Der Verkehrsverbund Rhein-Sieg (VRS) schrieb 1996 den so genannten Dieselvertrag über die Voreifelbahn, die Eifelbahn und die Oberbergische Bahn aus. Seit Juni 1998 wurde die Strecke von der DB Regio NRW mit damals neu beschafften Talent-Dieseltriebwagen (Baureihe 644) betrieben.
Der seit 1993 eingleisige Bahnhof Bonn-Duisdorf wurde von 2003 bis 2004 mit dem zweigleisigen Ausbau zu einem Haltepunkt umgebaut. Dabei wurden die Signaltechnik erneuert und Hochbahnsteige errichtet. Um neue Haltepunkte bedienen zu können, musste die Strecke teilweise zweigleisig ausgebaut werden. Ein Planfeststellungsbeschluss für diese Baumaßnahmen lag seit 2004 vor, der Baubeginn wurde im Jahre 2005 von der Deutschen Bahn für das Jahr 2008 angekündigt. Jedoch verzögerte sich der Bau. Als Gründe dafür nannte die Bahn unter anderem eine Klage beim Oberverwaltungsgericht, fehlende Finanzzusagen des Landes, laufende Bauarbeiten an Brücken oder Unterführungen sowie planerisch-technische Schwierigkeiten für Ersatzwege.

### Die Strecke in den 2010er-Jahren
Im September 2011 wurden elektronische Stellwerke fertiggestellt, die Zentrale befindet sich in Euskirchen. Dieses ersetzte mit vier Unterstationen die sieben alten ortsbedienten Stellwerke an der Strecke. Im Jahr 2013 wurde mit dem zweigleisigen (Wieder-)Ausbau der Strecke zwischen Bonn-Duisdorf und Witterschlick, in diesem Zusammenhang auch mit dem Bau der Haltepunkte Bonn-Endenich Nord, Bonn Helmholtzstraße, Alfter-Impekoven und Rheinbach Römerkanal begonnen. Zum Fahrplanwechsel im Dezember 2013 gingen die Haltepunkte Bonn Helmholtzstraße und Rheinbach Römerkanal in Betrieb. Außerdem sollte ab diesem Fahrplanwechsel die Strecke mit neuen und längeren Triebwagen der Typen LINT 81 und LINT 54 bedient werden. Aufgrund von Verzögerungen bei der Auslieferung der Triebwagen wurden diese erst ab 2014 nach und nach eingesetzt. Zum Fahrplanwechsel im Dezember 2014 folgte der zweigleisige Ausbau zwischen Bonn-Duisdorf und Witterschlick, die Inbetriebnahme der beiden Haltepunkte Bonn-Endenich Nord und Alfter-Impekoven und der Verkehr mit den Zügen der Typen LINT 81 und LINT 54. Außerdem erhielt die Strecke die Linienbezeichnung S 23, auf dem Abschnitt Bad Münstereifel – Euskirchen wurde die Bezeichnung RB 23 beibehalten.
Zum Ausbau der Voreifelbahn zwischen Bonn und Witterschlick zählten noch weitere Maßnahmen, beispielsweise eine Spurplananpassung der Bahnstrecke im Bereich des ehemaligen Bonner Güterbahnhofs, der Bau eines Wendegleises in Rheinbach sowie Maßnahmen der Leit- und Sicherungstechnik auf dem gesamten Abschnitt. Die Arbeiten wurden auf 33 Mio. Euro veranschlagt und begannen im Januar 2013. Im Sommer 2014 war die Strecke für mehrere Wochen gesperrt. Beendet wurden die Arbeiten 2015. Der Abschnitt Witterschlick – Kottenforst wurde wegen eines „geologisch labilen Hangs“ nicht zweigleisig ausgebaut.
Die Zuführung von Einzelgüterwagen vom Bahnhof Köln Eifeltor über Euskirchen stellte die DB ein, kurz nachdem die Stadt Meckenheim die Weichen des Anschlussgleises für den Industriepark hatte überholen lassen. Eine Privatbahn übernahm diese Aufgabe und versorgte im Industriepark Kottenforst einen metallverarbeitenden Betrieb am Ende des Gleises. Der Betrieb hat die Materialzuführung zwischenzeitlich auf Lkw umgestellt.

### Hochwasser im Juli 2021
Bei den Überschwemmungen in der Nacht vom 14. auf den 15. Juli 2021 trat die Swist über die Ufer und erhebliche Teile der Voreifelbahn wurden beschädigt. Dabei kam es zu Überflutungen von Bahnanlagen, zu Hang- und Dammrutschen sowie zu Unterspülungen des Gleiskörpers, was zur Beschädigung oder Zerstörung von Gleisen und anderer Infrastruktur der Strecke führte. Der Zugverkehr musste komplett eingestellt werden. Am 30. August 2021 wurde der Verkehr zwischen Bonn und Rheinbach wieder aufgenommen. Die Wiederinbetriebnahme bis Euskirchen war ursprünglich für den 12. Juni 2022 geplant, erfolgte jedoch schon am 1. Mai 2022. Die Weiterführung der Züge über die ebenfalls schwer beschädigte Erfttalbahn nach Bad Münstereifel wird voraussichtlich im Herbst 2025 wieder möglich sein.

## Planung
Die Strecke zwischen Bonn Hbf und Euskirchen soll bis 2026 elektrifiziert werden – schneller als zuvor geplant. Die Deutsche Bahn, das Land Nordrhein-Westfalen und der Zweckverband Nahverkehr Rheinland unterzeichneten im Februar 2022 eine entsprechende Finanzierungsvereinbarung. Neben der Elektrifizierung ist ein zweigleisiger Ausbau der Strecke sowohl zwischen Witterschlick und Kottenforst als auch zwischen Odendorf und Rheinbach geplant. Eine Verlängerung des Zuglaufs der S 23 bis Bonn-Mehlem ist im Gespräch. Diese Maßnahmen werden erst nach der Elektrifizierung durchgeführt, aber dabei bereits berücksichtigt. Für die geplante Verdichtung und den Ausbau der Verbindungen bis Ende der 2020er-Jahre ist der Ausbau auf zwei Gleise nach Aussage der Deutschen Bahn zwingend erforderlich.
Ursprünglich war eine Elektrifizierung erst zu einem späteren Zeitpunkt geplant, durch die notwendige Beseitigung der Hochwasserschäden des Hochwassers vom Juli 2021 werden diese Maßnahmen jetzt aber auf allen drei umliegenden Nebenbahnen (Voreifelbahn, Eifelstrecke, Erfttalbahn) gebündelt durchgeführt. Die Arbeiten haben für alle drei Strecken ein Volumen von etwa 400 Millionen Euro und nach Aussage der Deutschen Bahn sollen 2600 Fahrleitungsmasten gesetzt werden.

### Angebotsverbesserungen ab Fertigstellung der Elektrifizierung 2027
Ab 2027 sollen in der Hauptverkehrszeit Direktverbindungen der S 23 über Euskirchen hinaus über die Eifelstrecke bis nach Kall entstehen. Damit werden erstmalig Verbindungen ohne Umstieg von Kall, Scheven, Mechernich und Satzvey nach Bonn vorhanden sein. Einmal pro Stunde fährt die S 23 von Euskirchen weiter über die bis dahin ebenfalls elektrifizierte Erfttalbahn nach Bad Münstereifel.

### Angebotsverbesserungen ab Mitte der 2030er-Jahre
Nach dem geplanten Ausbau der Strecke soll zwischen Bonn und Euskirchen ein 20-Minuten-Takt entstehen. In der Hauptverkehrszeit soll der Takt zwischen Bonn und Rheinbach auf einen Zehn-Minuten-Takt verdichtet werden, wobei eine Verbindung pro Stunde über Euskirchen weiter bis nach Gerolstein verlängert werden soll. Damit soll es in der Hauptverkehrszeit vier Verbindungen zwischen Rheinbach und Euskirchen pro Stunde geben.

## Streckenbeschreibung

### Haltepunkt Bonn-Endenich Nord

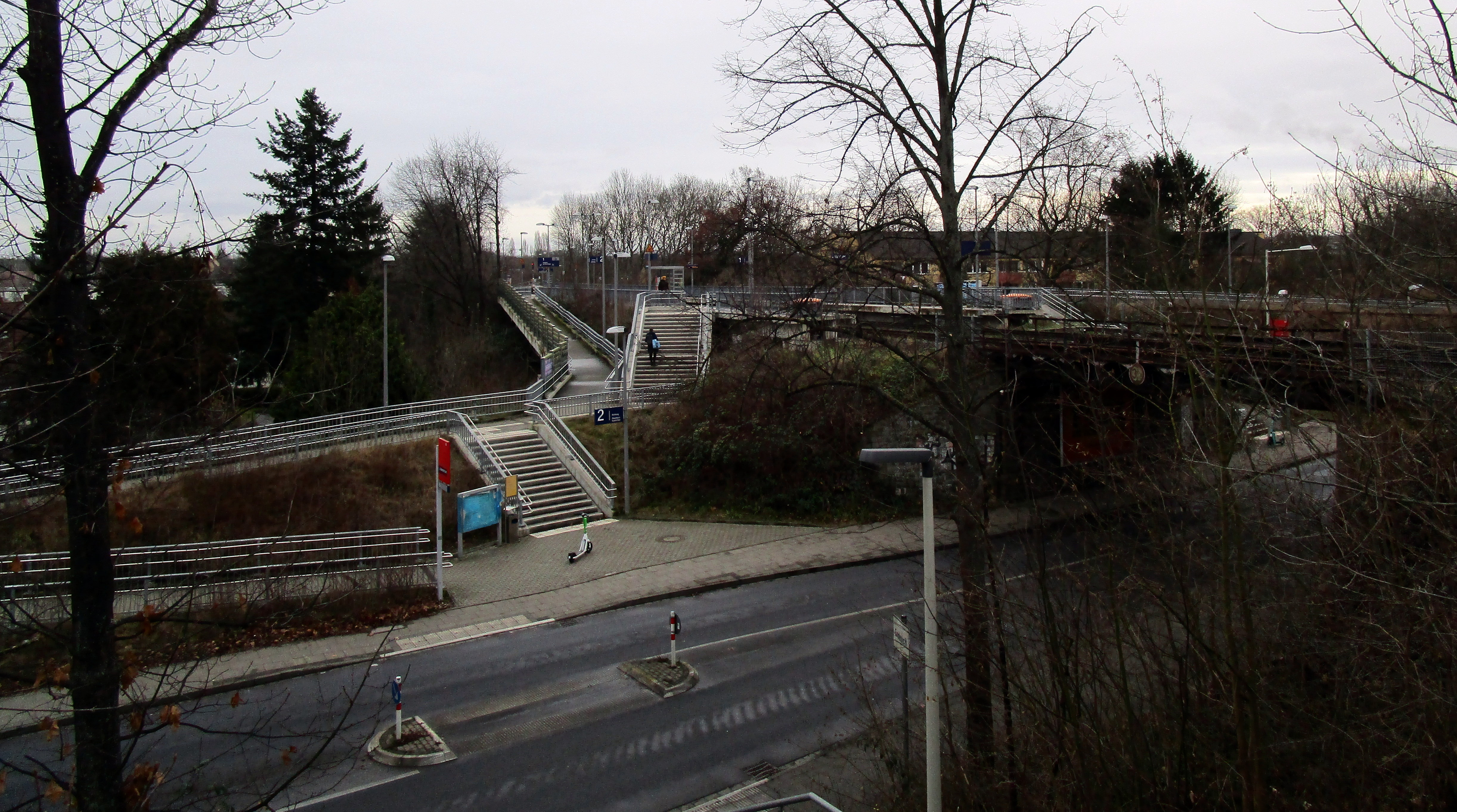
Haltepunkt Bonn-Endenich Nord

Der Haltepunkt Bonn-Endenich Nord wurde am 14. Dezember 2014 in Betrieb genommen. Anfang Oktober 2014 begann die Stadt Bonn mit dem Bau der kommunalen Ergänzungsmaßnahmen, die unter anderem eine neue Bushaltestelle sowie zwei neue Treppenanlagen umfassen.

### Haltepunkt Bonn Helmholtzstraße
Der Haltepunkt Bonn Helmholtzstraße befindet sich im Bonner Stadtbezirk Hardtberg. Im Frühjahr 2013 wurde mit dem Bau des Haltepunktes begonnen, mit dem Fahrplanwechsel am 15. Dezember 2013 ging er in Betrieb. Einige Bauarbeiten sind erst im Frühjahr 2014 fertig gestellt worden, die Errichtung von Fahrradabstellmöglichkeiten durch die Stadt Bonn ist erst zu einem späteren Zeitpunkt erfolgt. Der Haltepunkt verfügt über zwei Außenbahnsteige, die durch Rampen und eine Unterführung barrierefrei miteinander verbunden sind.

### Haltepunkt Bonn-Duisdorf

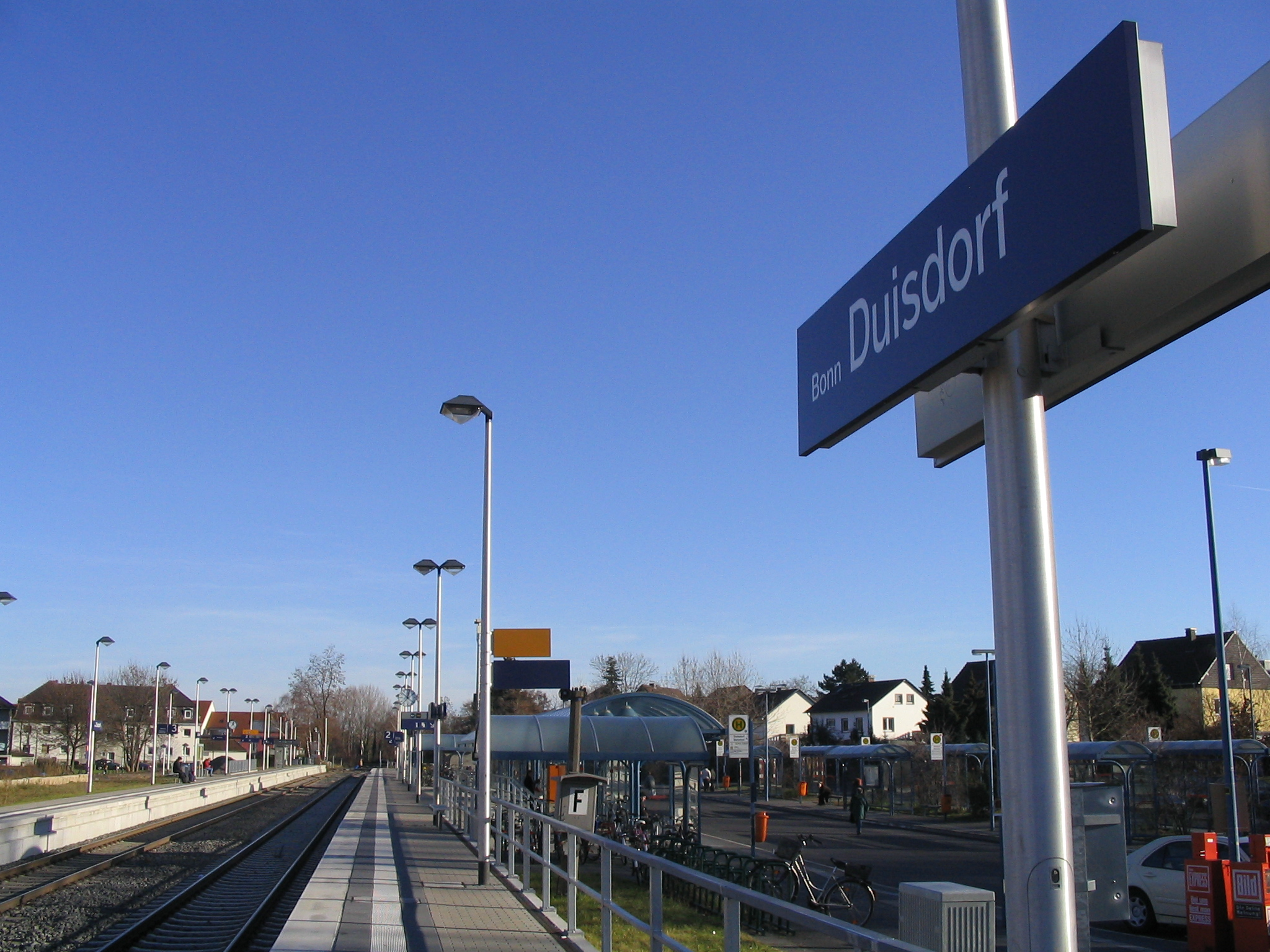
Haltepunkt Bonn-Duisdorf

Der Bahnhof Duisdorf wurde am 7. Juni 1880 am Streckenkilometer 5,4 errichtet. Am 6. November 2003 wurde er zu einem Haltepunkt mit angeschlossener Überleitstelle umgebaut, letztere wurde zusammen mit dem zweigleisigen Streckenausbau entbehrlich. Der heutige Haltepunkt Bonn-Duisdorf ist ein zweigleisiger Haltepunkt im Bonner Stadtteil Duisdorf. Der Besitzer des Haltepunktes ist DB Station&Service, die diesen in der Preisklasse 6 klassifiziert. Der Haltepunkt verfügt über einen Taxistand vor dem Bahnhof sowie über Pkw- und Fahrrad-Stellplätze, jedoch nicht über eine Servicestelle oder Gepäcklagerung. Die Bahnsteige sind 165 m lang, und die Bahnsteighöhe beträgt 760 mm.

### Haltepunkt Alfter-Impekoven
Im Rahmen des Streckenausbaus wurde im Oktober 2013 mit dem Bau des Haltepunktes Alfter-Impekoven am Streckenkilometer 7,1 begonnen und dieser am 14. Dezember 2014 in Betrieb genommen.

### Bahnhof Impekoven
Der ursprüngliche Haltepunkt Witterschlick in Impekoven wurde nachträglich um 1889/1890 am Streckenkilometer 7,9 angelegt. Im Fahrplan von 1892 wird der Haltepunkt erstmals aufgeführt. Zunächst wies das Empfangsgebäude – neben dem Gebäude des Bahnhofs Kottenforst das einzige Fachwerkgebäude an der Strecke – das Stationsschild Witterschlick auf. Erst mit der Eröffnung des heute noch bestehenden Bahnhofs Witterschlick im Jahre 1903 wurde die Station in Impekoven umbenannt.
Standort des Gebäudes war auf der – in Fahrtrichtung Bonn – rechten Gleisseite vor der Kreuzung (heute Unterführung) mit der heutigen B56 in Nettekoven. 1945 wurde das Gebäude bei einem Bombenangriff zerstört. An seiner Stelle entstand später ein sehr viel kleinerer und nüchterner Zweckbau, welcher auch heute noch am ehemaligen Standort des alten Empfangsgebäudes, auf dem Gelände einer Autowerkstatt, existiert. Ein noch bestehendes ursprüngliches Abortgebäude wurde erst vor einigen Jahren wegen des Baus von Reihenhäusern abgerissen.

### Bahnhof Alfter-Witterschlick

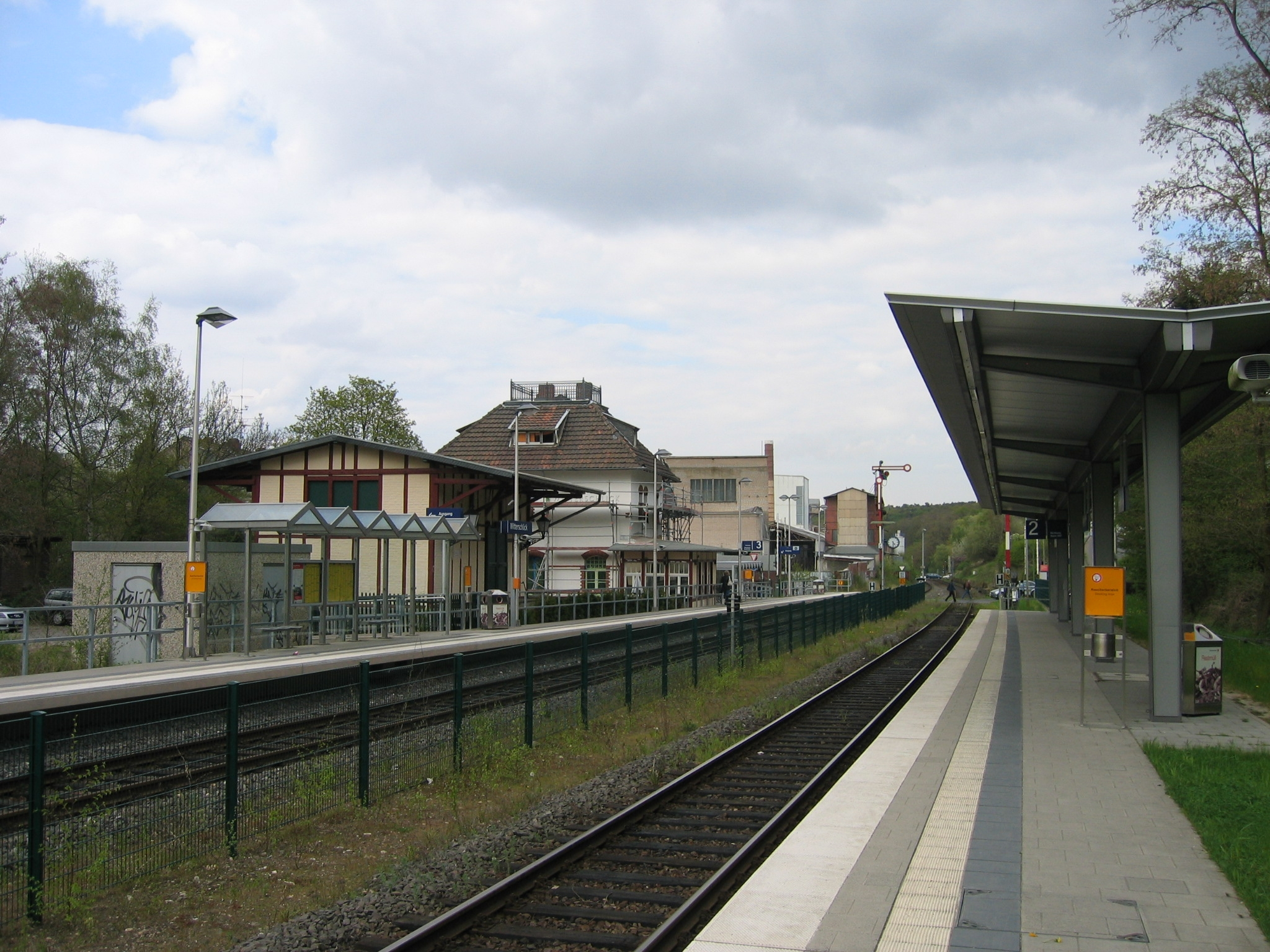
Bahnhof Alfter-Witterschlick

Der Bahnhof Witterschlick wurde im Jahre 1903 an seinem heutigen Standort am Streckenkilometer 9,8 eröffnet. Auch er erhielt um 1910, wie die anderen Bahnhöfe der Strecke, einen Stellwerksanbau am Hauptgebäude. Bis auf kleinere Veränderungen existiert das Bahnhofsgebäude samt Schuppen noch heute so, wie es ursprünglich erbaut und in Betrieb genommen wurde. Der Bahnhof und der Güterschuppen stehen seit dem 2. November 2001 unter Denkmalschutz und sind seit dem Jahr 2004 im Privatbesitz. Am 1. August 2003 wurde der Schalterbetrieb eingestellt. Der historische Güterschuppen wurde renoviert und dient heute zeitweilig für kleinere Theateraufführungen, seit dem 7. Mai 2009 auch als Trauzimmer des Standesamtes der Gemeinde Alfter.

### Haltestelle Meckenheim Kottenforst

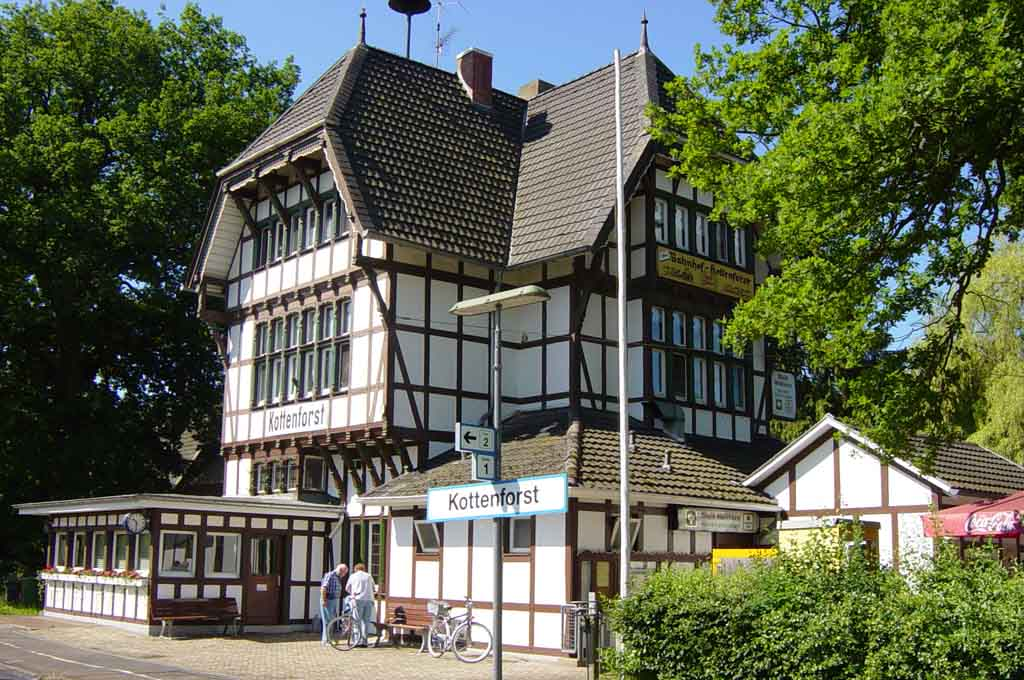
Haltepunkt Meckenheim Kottenforst

Der damalige Bahnhof Kottenforst am Streckenkilometer 12,9 wurde zusammen mit den anderen Bahnhöfen (bis auf Witterschlick) bereits während des Baus der Bahnstrecke angelegt. Gemeinsam mit dem ehemaligen Haltepunkt Impekoven hat er das einzige Empfangsgebäude mit Fachwerk. Auch Kottenforst erhielt um 1910 den hölzernen Stellwerksanbau auf dem Hausbahnsteig und wurde im Laufe der Jahrzehnte mehrfach erweitert. Heute befindet sich im Erdgeschoss eine Gaststätte. Das reizvolle Gebäude diente auch als Vorlage für einen Modelleisenbahn-Bausatz von Kibri in Spur H0.
Im Bahnhof Kottenforst befand sich bis zur Umstellung der Voreifelbahn auf elektronische Stellwerksbedienung im Jahr 2011 das mit Abstand älteste in Betrieb befindliche Stellwerk aus dem Baujahr 1911. Zunächst wurde es nur außer Betrieb genommen, ein Jahr später wurde jedoch die gesamte Technik ausgebaut. Zurück blieb das entkernte Stellwerksgebäude, welches inzwischen Teil der Bahnhofsgaststätte ist. Die frühere Stellwerksfunktion ist nach dem Umbau für Laien kaum noch nachvollziehbar. Der ehemalige Bahnhof ist seit 2011 ein Haltepunkt mit Überleitstelle, in der Eisenbahnsprache auch Haltestelle genannt.
Zum 14. Dezember 2014 wurde die Station in Meckenheim Kottenforst umbenannt. Seit 2018 wird der Haltepunkt lediglich samstags, sonn- und feiertags bedient. An Wochentagen fahren alle Züge ohne Halt durch. Im Rahmen des Ausbaus der Strecke soll der Haltepunkt regelmäßig bei jeder Fahrt angefahren werden.

### Haltepunkt Meckenheim Industriepark

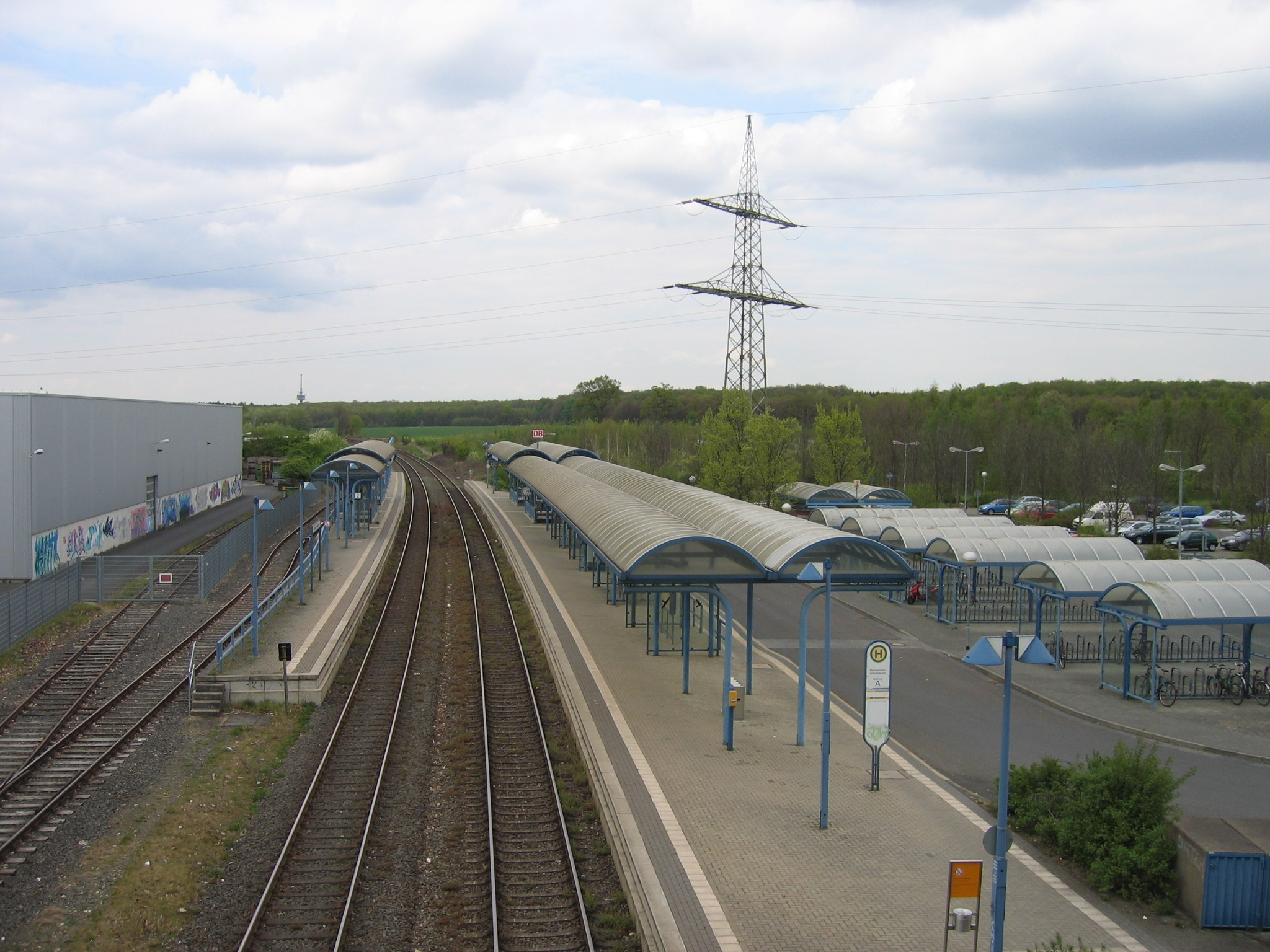
Der 1996 gebaute Haltepunkt Meckenheim Industriepark. Links im Bild das stillgelegte Anschlussgleis zu den Gewerbebetrieben.

Der zweigleisige Haltepunkt Meckenheim Industriepark wurde nach 16-jähriger Planungs- und einjähriger Bauzeit im September 1996 am Streckenkilometer 15,0 in Betrieb genommen, um Meckenheims Industriepark Kottenforst besser zu erschließen. Er musste in den Jahren 2010 und 2011 für acht Millionen Euro saniert werden. Die beiden Außenbahnsteige des Haltepunktes sind barrierefrei zu erreichen.
Parallel zum Haltepunkt verläuft nördlich der Gleisanschluss zu den entlang der Bahnstrecke im Industriepark ansässigen Unternehmen. Da die Weiche für das Anschlussgleis zwischen dem Haltepunkt und der südwestlich gelegenen Straßenbrücke liegt, gehören diese Gleisanlagen zur Ausweichanschlussstelle Meckenheim Industriepark.
Für einen Bahnanschluss von Merl und Meckenheim-Neue Mitte war 1962 eine Schleife mit zwei Haltepunkten geplant. Sie sollte nördlich vom jetzigen Haltepunkt Industriepark abzweigend am Steinbüchel und der Gudenauer Allee entlang beim Alten Friedhof in den Bahnhof Meckenheim führen. Trotz grundsätzlicher Abstimmung mit der Deutschen Bundesbahn kam es nie zum Bau dieses Streckenteils.

### Bahnhof Meckenheim (Bz Köln)

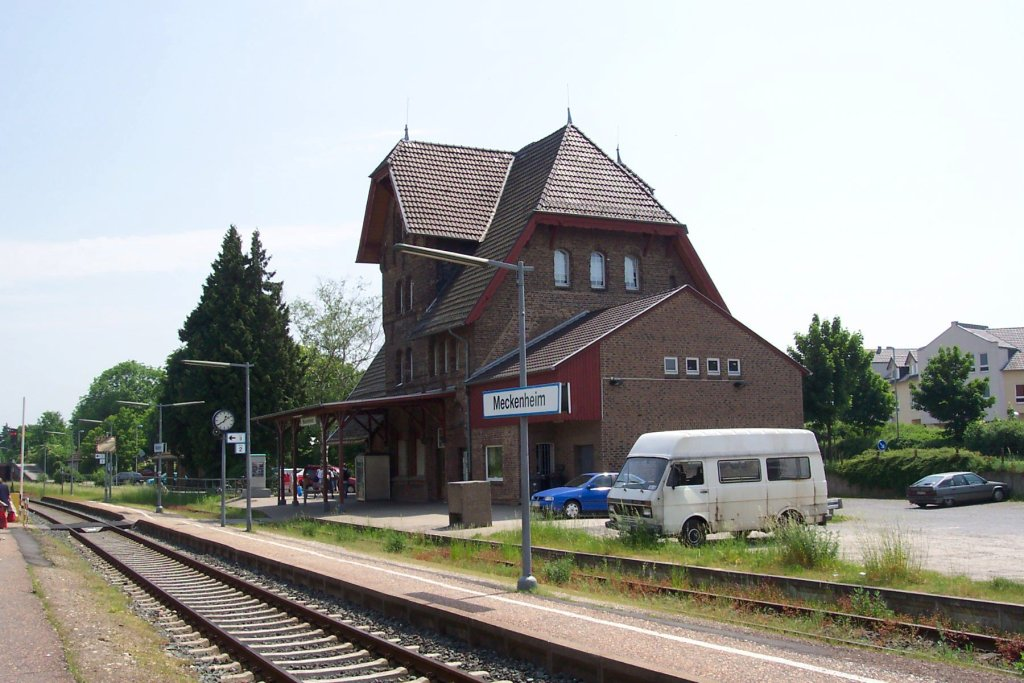
Bahnhof Meckenheim (Bz Köln) vor dem Bahnsteig-Umbau

Der Bahnhof Meckenheim (Bz Köln) am Streckenkilometer 17,7 wurde zusammen mit den anderen Bahnhöfen der Strecke in den Jahren 1879 bis 1880 gebaut. Für das Empfangsgebäude wurde der etwas größere Plan des Rheinbacher Bahnhofsgebäudes verwendet, allerdings wurde er hier (im Vergleich mit Rheinbach) spiegelbildlich umgesetzt. Auch in Meckenheim gab es über die Jahre den sich ändernden Bedürfnissen entsprechende Umbauten und Veränderungen am Empfangsgebäude und den Gleisanlagen. Im Jahr 2011 wurde der Mittelbahnsteig außer Betrieb genommen und ein neuer, barrierefreier Außenbahnsteig gebaut, mit der Absicht, dass zwei Züge gleichzeitig im Bahnhof halten können.
Das aus Ziegeln erbaute Bahnhofsgebäude ist heute – neben dem in Rheinbach – das einzige noch nahezu vollständig erhaltene Empfangsgebäude aus der Anfangszeit der Bahnstrecke. Es fehlt der ursprüngliche Güterschuppen, welcher durch eine modernere Gepäckabfertigung ersetzt wurde, die aber heute ohne Funktion ist. Seit Februar 2010 gehört das Bahnhofsgebäude der Stadt Meckenheim, welche dieses und ein 20 000 Quadratmeter großes Areal von der Deutschen Bahn AG erworben hat.
Der Bahnhof Meckenheim und der Haltepunkt Meckenheim Industriepark können einen bescheidenen Güterverkehr aufweisen. Es gibt einen Bedarfsgüterzug zu einem Stahlhandel beim Haltepunkt Industriepark und gelegentlich einen Trafotransport.

### Haltepunkt Rheinbach Römerkanal
Der Haltepunkt Rheinbach Römerkanal ging am 15. Dezember 2013 in Betrieb. Einige Bauarbeiten wurden erst im Jahr 2014 fertiggestellt. Der Haltepunkt verfügt über zwei Außenbahnsteige, die nach der endgültigen Fertigstellung durch Rampen und einen Tunnel barrierefrei miteinander verbunden sein werden. Am Haltepunkt wurde ein Teilstück der ehemaligen römischen Wasserleitung nach Köln aufgestellt.

### Bahnhof Rheinbach

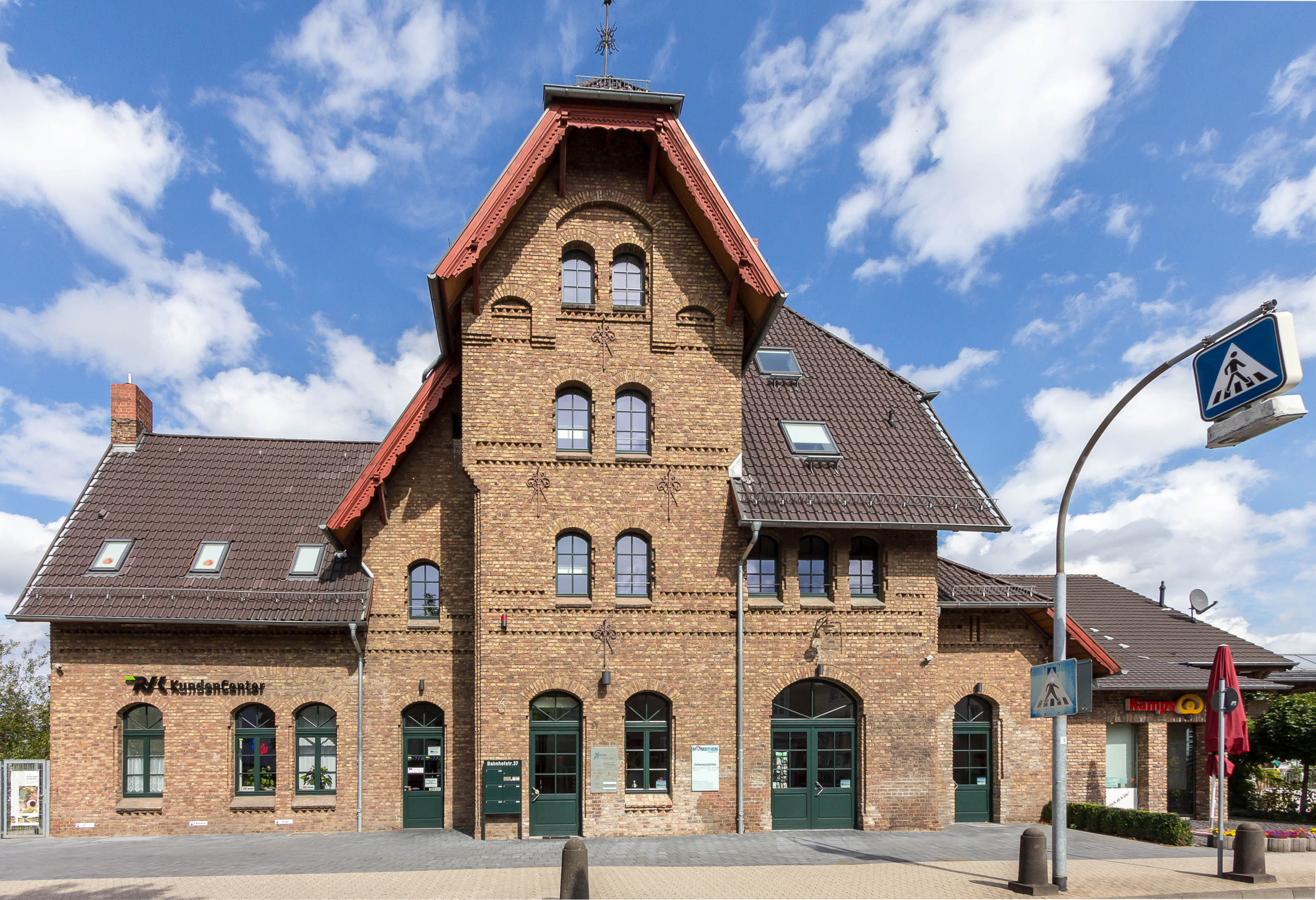
Ehemaliges, heute privates Empfangsgebäude des Bahnhofs Rheinbach

Der Bahnhof Rheinbach wurde während des Baus der Strecke in den Jahren 1878 bis 1880 am Streckenkilometer 22,0 errichtet. Das Empfangsgebäude, dessen spiegelbildliches Gegenstück in Meckenheim steht, ist ein wenig größer als die anderen Gebäude und besitzt innen eine andere Raumaufteilung. Das Rheinbacher Empfangsgebäude ist, neben dem in Meckenheim, der einzige Ziegelbau aus der Anfangszeit der Bahnstrecke, der noch weitgehend im Originalzustand erhalten ist und deshalb heute unter Denkmalschutz steht. Auch der Bahnhof Rheinbach erfuhr über die Jahrzehnte Veränderungen und Umbauten. So wurde das über 130 Jahre alte Gebäude von einem Privatmann aus Swisttal erworben und restauriert.
Schon vor dem Ersten Weltkrieg gab es Planungen und Baumaßnahmen, um den Bahnhof Rheinbach zu einem Kreuzungsbahnhof mit der Strategischen Bahn zu erweitern. Der Bau wurde in den 1920er-Jahren fortgesetzt. Die Strecke hätte von Liblar über Rheinbach – hier die Strecke Bonn–Euskirchen kreuzend – nach Dernau an die Ahrtalstrecke führen sollen. Von der Brachfläche nördlich der Bahnhofsgleise führte der heute noch sichtbare Bahndamm der Strategischen Bahn unmittelbar nördlich der Voreifelbahnstrecke in Richtung Bonn leicht ansteigend zum ehemaligen Überführungsbauwerk, das auf Höhe der heutigen A 61 lag. Diese Autobahn verläuft von hier bis Grafschaft-Ringen auf der Trasse der Strategischen Bahn. Beim Bau des Haltepunktes Rheinbach Römerkanal wurde dort der alte Bahndamm durchschnitten.
Der Bahnhof Rheinbach hatte bis in die 1980er-Jahre relativ große Güterverkehrsanlagen und mindestens einen privaten Gleisanschluss einer Molkerei in Bahnhofsnähe. Der Umfang der Anlage ließ sich 2013 noch gut nachvollziehen. Dort wurden u. a. Produkte der Rheinbacher Keramikindustrie verladen. Bis Anfang der 1990er-Jahre wurde im Güterschuppen des Bahnhofs Stückgut abgefertigt. 1960 wurde am Bahnübergang westlich des Bahnhofs ein relativ großes mechanisches Fahrdienstleiterstellwerk (Rf) errichtet, von dem der Bahnhof mit seinen weitläufigen Güterverkehrsgleisen gut zu überblicken war. Das Stellwerk wurde im September 2011 bei der Umstellung der Strecke auf das elektronische Stellwerk in Euskirchen außer Betrieb genommen. Nach sechs Jahren ohne Nutzung wird das alte Stellwerksgebäude seit 2017 als Büro genutzt.

### Ausweichanschlussstelle Rheinbach-Oberdrees

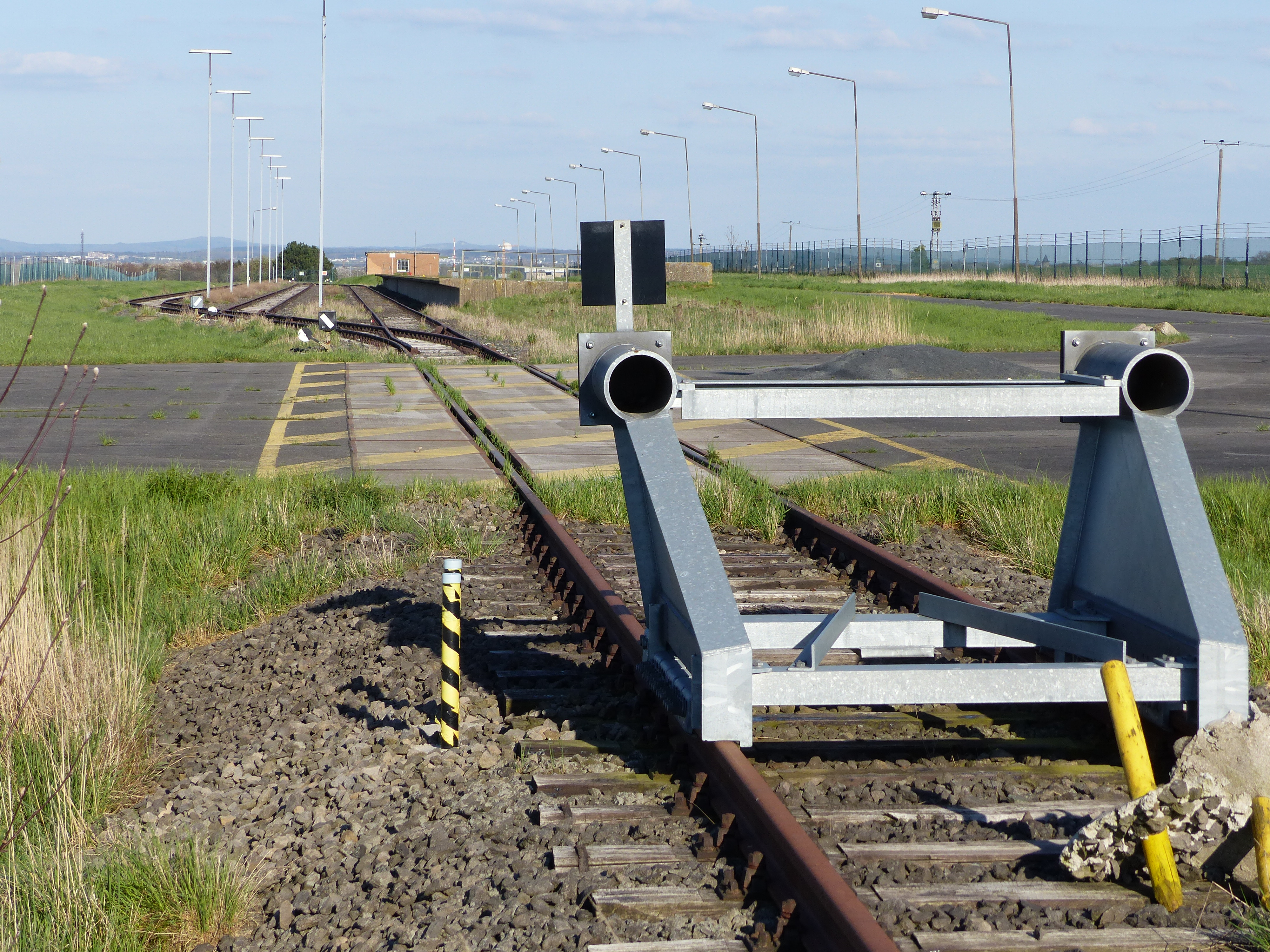
Umladestelle Oberdrees

Beim Rheinbacher Ortsteil Oberdrees wurde 1975 eine Ausweichanschlussstelle und eine Umladeanlage für das Munitionsdepot im Forst Schornbusch gebaut. Ziel war, die Verladung der Munition von den Güterwaggons auf Lkw vom Bahnhof Rheinbach in unbewohntes Gebiet zu verlagern.
Das Gleis beginnt bei Streckenkilometer 25,5, führt am Flamersheimer Weg entlang und endet in der im freien Feld gelegenen Anlage.

### Bahnhof Swisttal-Odendorf

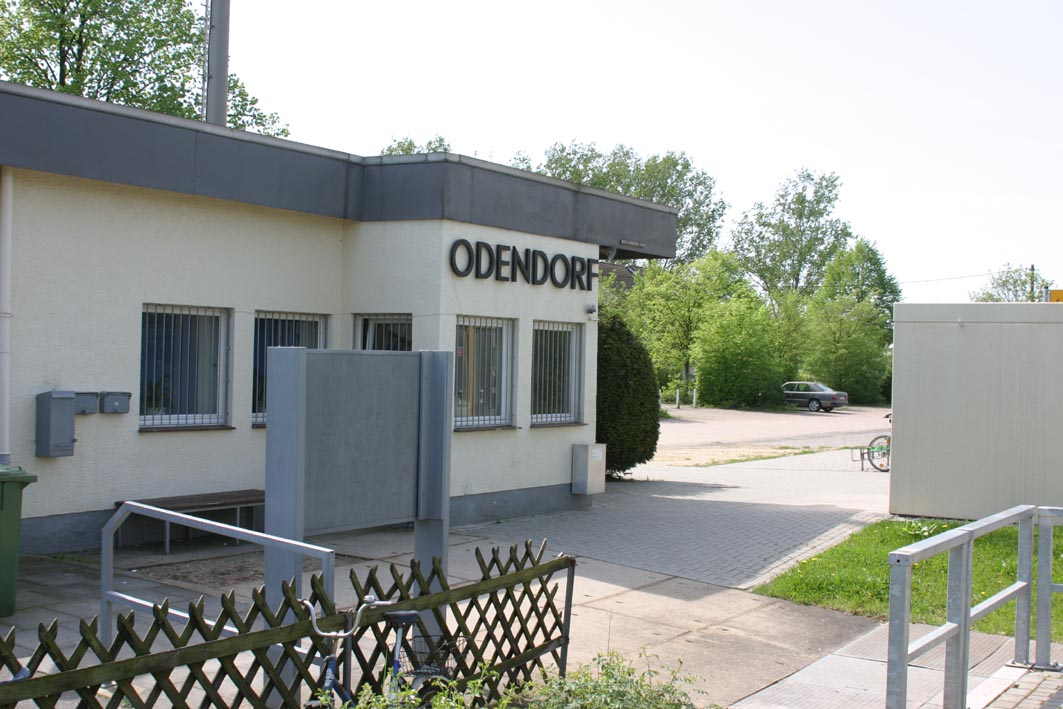
Der seiner Funktion als Stellwerk enthobene Bahnhof Odendorf

Der Bahnhof Swisttal-Odendorf am Streckenkilometer 27,5 wurde in den Jahren 1878 bis 1880 unter dem Namen Odendorf errichtet. Im Laufe der Jahrzehnte erfolgten am Bahnhofsgebäude von Odendorf mehrfach Um- und Anbauten. Etwa 1910 kam auf dem Hausbahnsteig mit dem Einbau von Signalen an der Strecke ein hölzernes Stellwerksgebäude hinzu. Später (in den 1930er-Jahren) wurde das erste Stockwerk zwischen dem Haupthaus und dem Güterschuppen sowie ein straßenseitiger Anbau errichtet. Um 1939 wurde das hölzerne Stellwerk gegen einen gemauerten Anbau mit etwas größeren Abmessungen ersetzt, 1958 wiederum abgerissen und das Stellwerk Of in das Empfangsgebäude integriert. Im Zweiten Weltkrieg befand sich in der Nähe ein Feldflugplatz der Luftwaffe.
Der Teilabriss mit dem anschließenden Umbau in den heutigen Zustand fand zwischen Mai und August 1974 statt. Die letzte große Korrektur der Gleisanlagen war im Mai 1986 beim Ausbau mehrerer Weichen und der Rückbau von Gleis 1. Seit diesem Zeitpunkt besitzt der Bahnhof Odendorf nur noch zwei Gleise (Gleis 2 und 3). Von Oktober 2010 bis Mai 2011 erhielt der Bahnhof einen neuen Außenbahnsteig. Seit dem 25. Februar 2011 gehört das Empfangsgebäude inklusive des umliegenden Geländes der Gemeinde Swisttal. Das Gebäude erhielt einen Kiosk mit Gastronomie.
Seit dem Anschluss der Strecke Bonn – Euskirchen an ein elektronisches Stellwerk (ESTW) in Euskirchen am 17. und 18. September 2011 gibt es in Odendorf keinen Fahrdienstleiter mehr. Zu diesem Zeitpunkt wurden (wie an der gesamten Strecke) die Formsignale im Bahnhof abgebaut und neue Lichtsignale in Betrieb genommen. Nachdem die Stellwerkseinrichtungen keine Funktion mehr hatten, wurden diese in der Woche vom 7. bis 11. November 2011 entfernt. 2012 bis 2014 wurde eine neue Unterführung gebaut.
Zum 14. Dezember 2014 wurde der Bahnhof in Swisttal-Odendorf umbenannt.

### Bahnhof Euskirchen-Kuchenheim

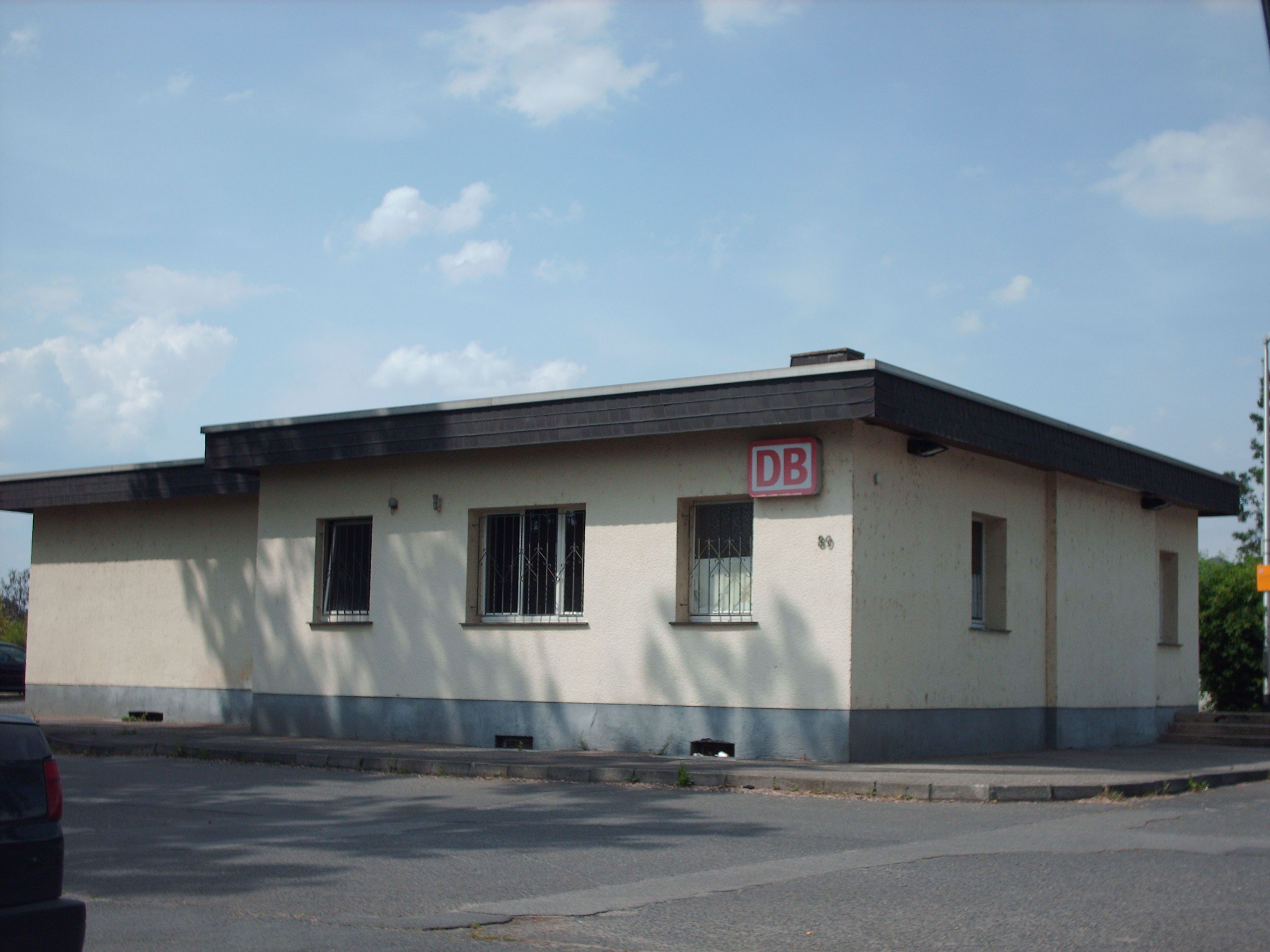
Der Rest des Empfangsgebäudes des Bahnhofs Euskirchen-Kuchenheim

Auch dieser Bahnhof wurde zusammen mit den anderen (bis auf Witterschlick) während des Baus der Strecke in den Jahren 1878 bis 1880 am Streckenkilometer 30,1 gebaut. Am Gebäude gab es über die Jahrzehnte ebenfalls bauliche Veränderungen, diese hielten sich aber im Vergleich zu den Gebäuden in Odendorf und Duisdorf in Grenzen. Sie bestanden nur in der Ergänzung des ersten Stockwerks zwischen dem Haupthaus und Güterschuppen. Kuchenheim erhielt ein hölzernes Stellwerksgebäude am Hausbahnsteig.
Der Teilabriss mit anschließendem Umbau fand zwischen September 1977 und Juni 1978 statt. Einige Zeit vorher wurde bereits der Güterschuppen mit Ausnahme der Rampe entfernt. Heute steht an dieser Stelle nur noch das Erdgeschoss. Die Stellwerksfunktion wurde mit der Einführung eines Elektronischen Stellwerks aufgegeben.
Zum 14. Dezember 2014 wurde der Bahnhof in Euskirchen-Kuchenheim umbenannt.

### Bahnhof Euskirchen

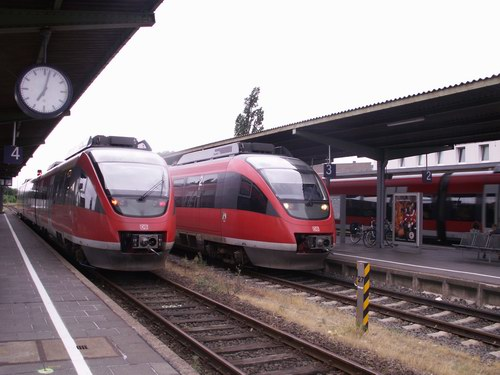
Bahnhof Euskirchen

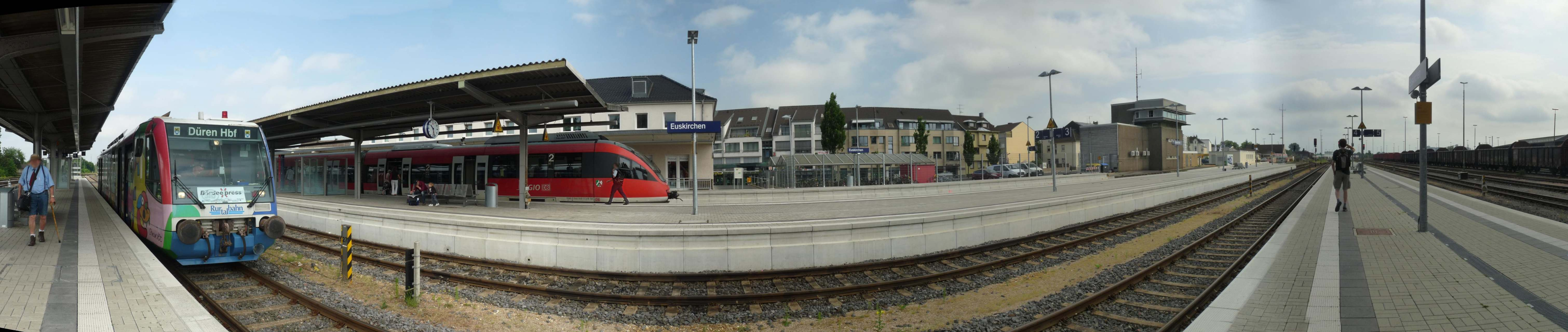
Bördebahn im Bahnhof Euskirchen (2011)

Der Bahnhof Euskirchen am Streckenkilometer 34,2 der Voreifelbahn ist ein Bahnknotenpunkt, an dem die Strecke mit der Bahnstrecke Hürth-Kalscheuren–Ehrang, der Erfttalbahn und der Bördebahn verknüpft ist. Es verkehren die Regional-Express-Linien RE 12 Köln–Euskirchen–Gerolstein–Trier (Eifel-Mosel-Express) mit drei täglichen Zugpaaren sowie RE 22 Köln–Euskirchen–Gerolstein (Eifel-Express mit Durchbindung nach Trier als RB 22) im täglichen Stundentakt und Verdichtungen im Berufsverkehr. Die Regionalbahn-Linie RB 24 (Eifel-Bahn) stellt zudem eine Verbindung auf der Relation Köln–Euskirchen–Kall/Gerolstein im täglichen Stundentakt her.
Ferner besteht mit der RB 23 Voreifel-Bahn eine Verbindung von Bonn nach Bad Münstereifel im täglichen Stundentakt, welcher bis Euskirchen an Werktagen zu einem Halbstundentakt verdichtet wird.

## Bedienungsangebot

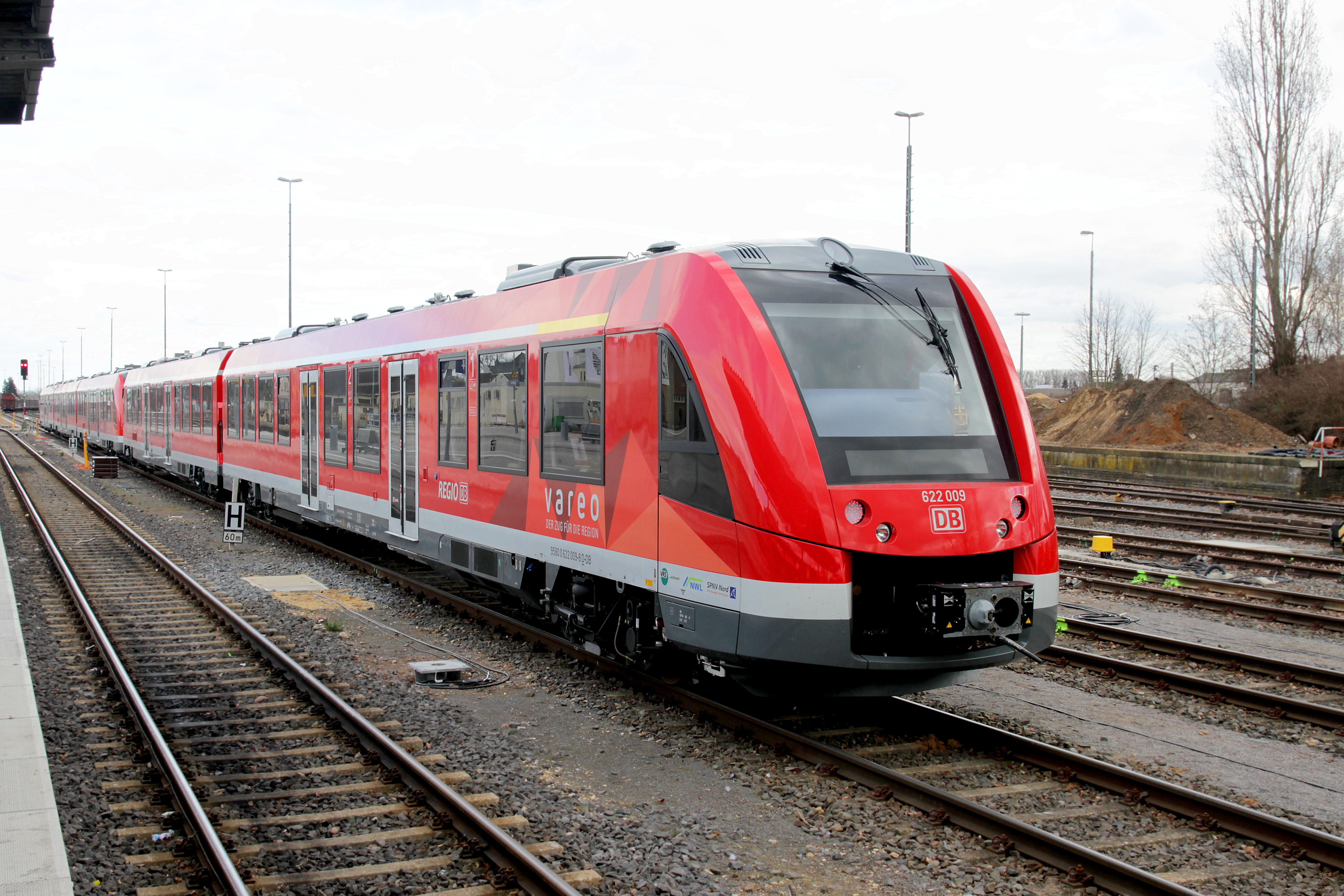
LINT 54, der seit Mai 2014 auf der Voreifelbahn zum Einsatz kommt

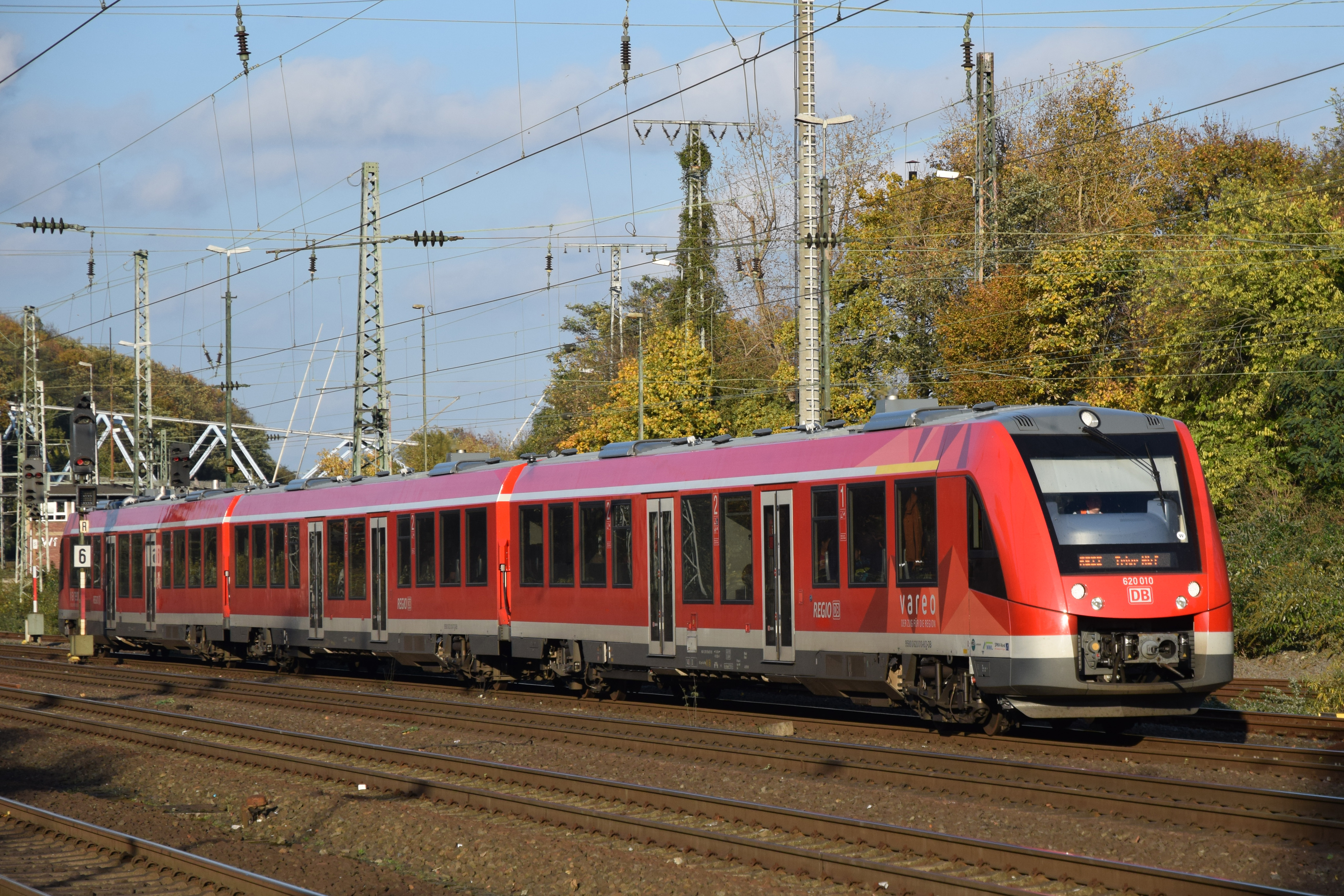
LINT 81, der seit Mai 2014 auch auf der Voreifelbahn zum Einsatz kommt

Auf der Voreifelbahn verkehrt die Linie S 23 werktags zwischen 5:00 und 24:00 Uhr alle 30 Minuten zwischen Bonn und Euskirchen, tagsüber als RB 23 weiter alle 60 Minuten über die Erfttalbahn bis Bad Münstereifel. Montags bis freitags wird das Fahrplanangebot zwischen 6:00 und 9:00 Uhr sowie zwischen 13:00 und 19:00 Uhr ab Rheinbach nach Bonn Hbf auf einen Viertelstundentakt verdichtet.
Sonn- und Feiertags verkehrt die Linie alle 60 Minuten von Bonn nach Bad Münstereifel, zwischen 10:00 und 24:00 Uhr alle 30 Minuten bis Euskirchen. Freitags und samstags wird ein zusätzlicher Nachtverkehr angeboten.
Der Haltepunkt Meckenheim-Kottenforst wird nur stündlich sowie nur am Wochenende und an Feiertagen bedient.
Einzelne Züge in Tagesrandlage verbinden an Werktagen die Orte an der Voreifelbahn ohne Umstieg mit der Ahrtalbahn.
DB Regio NRW verwendet dafür seit 2015 ausschließlich Triebwagen des Typs LINT.

## Tarif
Auf der Voreifelbahn gilt der Tarif des Verkehrsverbundes Rhein-Sieg (VRS) sowie tarifraumüberschreitend der NRW-Tarif.